# رولاند ويست (كرة سلة)
رولاند ويست (بالإنجليزية: Roland West)‏ مواليد 6 يونيو 1944، هو لاعب كرة سلة أمريكي سابق. بدأ مسيرته الاحترافية في سنة 1967. تم اختياره من قبل فريق واشنطن ويزاردز خلال الدرافت. حمل الرقم 15. يبلغ طوله 6 قدم 4 بوصة (1.9 م). اعتزل اللعب في 1968.

## روابط خارجية
- رولاند ويست على موقع إن بي أي (الإنجليزية)
- رولاند ويست على موقع سبورتس رفرنس (الإنجليزية)
- رولاند ويست على موقع كلية كرة السلة في سبورتس رفرنس.كوم (الإنجليزية)
- رولاند ويست على موقع ريلجم (الإنجليزية)
- رولاند ويست على موقع بروبوليرز (الإنجليزية)